# Sápmi
Sápmi là tên của vùng văn hóa là nơi sinh sống truyền thông của những người Sami. Sápmi nằm ở Bắc Âu và bao gồm các phần phía bắc của Fennoscandia. Khu vực này trải dài qua bốn quốc gia: Na Uy, Thụy Điển, Phần Lan, và Nga. Sápmi là tên ở Bắc Sami, trong khi Julev Sámi có tên là Sábme và miền Nam Sámi tên là Saemie. Trong tiếng Na Uy và tiếng Thụy Điển thuật ngữ Sameland thường được sử dụng.
Với sự sụp đổ của Liên Xô và quá trình quốc tế ngày càng gia tăng, sự hợp tác xuyên biên giới ngày càng trở nên quan trọng hơn, biên giới các quốc gia trở nên ít quan trọng hơn đối với cả dân bản xứ Sami và cư dân không phải người Sami - sau này tạo thành nhóm dân số chính của vùng. Người Nga và người Na Uy là những nhóm dân đông nhất, và người Sami chỉ chiếm thiểu số khoảng 5%. Không một tổ chức chính trị nào ủng hộ ly khai, mặc dù một số nhóm mong muốn có sự tự chủ hơn lãnh thổ và / quyền tự quyết định cho nhóm dân số bản địa của vùng.

## Liên kết
- A Norwegian Government report
- Swedish sami parliament web page Lưu trữ ngày 26 tháng 8 năm 2007 tại Wayback Machine